# Dom i pracownia Luisa Barragána w Meksyku
Dom i pracownia Luisa Barragána – muzeum na przedmieściach Meksyku, dawna rezydencja architekta Luisa Barragána, w 2004 roku wpisana na listę światowego dziedzictwa UNESCO. Wzniesiony w 1947 trzykondygnacyjny, betonowy budynek z ogrodem odzwierciedla styl Barragána z tego okresu.